# Карманинський район

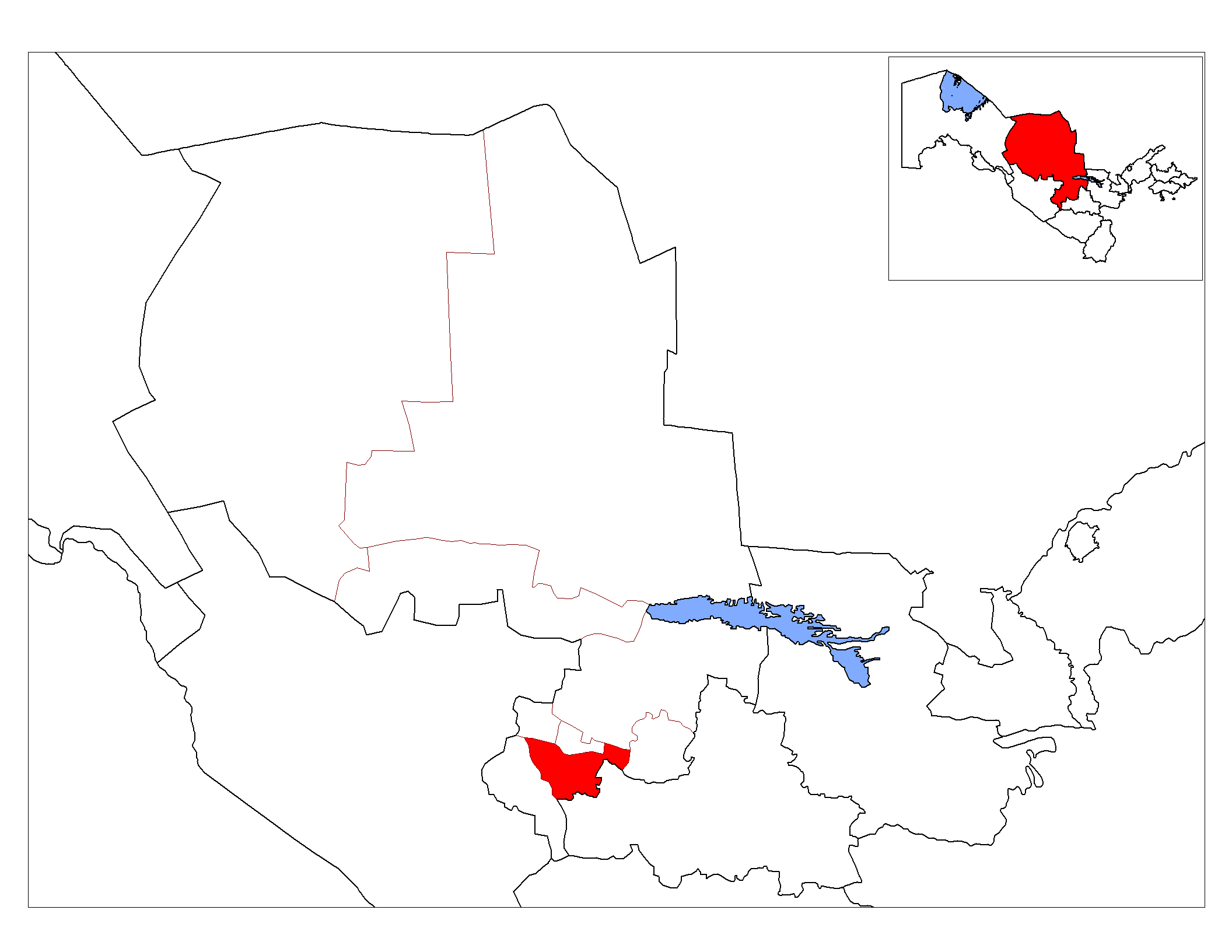
Розташування району в Навоїйській області.

Карманинський район (до 1958 — Кермінинський; у 1958—2003 — Навоїйський; узб. Кармана тумани, Karmana tumani) — район у Навоїйській області Узбекистану. Розташований на півдні області. Утворений в 1926 році. Центр — міське селище Кармана.
| Узбекистан | Це незавершена стаття з географії Узбекистану. Ви можете допомогти проєкту, виправивши або дописавши її. |